# 煙雨斜陽 (2010年電視劇)
《烟雨斜阳》是一部2010年首播的中国大陆民国偶像剧，由江苏明日影视文化传播有限公司、北京世纪伙伴文化传播有限公司和华谊兄弟传媒股份有限公司联合出品，香港导演高翊浚执导，并由杨雪、佟丽娅、陈键锋、黄文豪、俞小凡、谭涛等人领衔主演。全剧以民国时期的上海滩为背景，讲述了男主人公因父亲被人陷害致死而踏上复仇之路，期间还与两位女子发生了一系列曲折的爱情故事。
本剧于2009年11月下旬正式开机，先后在上海影视乐园（车墩影视基地）和浙江横店影视城取景拍摄，至次年2月20日杀青关机。2010年10月12日，该剧在河北电视台经济生活频道全国首播，2011年11月1日在东南、广东两家卫视黄金档上星播出。
该剧的姐妹篇为2008年电视剧《芸娘》和2014年电视剧《秀秀的男人》，三剧同由制片人张海东和台湾知名编剧杨曼丽打造，合称“民国悲情三部曲”。

## 平台
| 播放日期       | 所在地 | 頻道              |
| 2010年10月12日 | 中國   | 河北经济生活频道  |
| 2011年11月1日  | 中國   | 东南卫视/广东卫视 |

## 劇情
讲述為父報仇，由少爷沦落为穷小子张承恩与高宛宜和江映红的感情故事。

## 演员阵容
| 演員   | 角色                | 關係/暱稱                  |
| 陈键锋 | 张承恩 童年：熊俊豪 | 高宛宜青梅竹马             |
| 佟丽娅 | 高宛宜              | 张承恩青梅竹马，梁子强之妻 |
| 杨雪   | 江映红              | 深爱张承恩                 |
| 谭涛   | 梁子强 童年：张智康 | 高宛宜之夫                 |
| 黄文豪 | 梁金宝              | 梁子强父亲                 |
| 俞小凡 | 何如玉              | 张承恩养母                 |
| 陶慧敏 | 王芳                | 张承恩生母                 |
| 岳跃利 | 张海                | 张承恩父亲                 |
| 刘越   | 梁子涵              | 梁子强妹妹                 |
| 李青青 | 陈宝珠              |                            |
| 乔立生 | 徐明                |                            |
| 马小宁 | 吴经理              |                            |
| 刘科楠 | 田大军              |                            |
| 史奕   | 欧阳                |                            |
| 李东翰 | 高飞                |                            |
| 周波   | 佟刚                |                            |
| 熊大桦 | 田春生              |                            |
| 郭金   | 田秋蓉              |                            |
| 何启杨 | 小三子              |                            |
| 于颂   | 孙瑞                |                            |
| 韩彦博 | 阿森                |                            |
| 曹杨   | 阿齐                |                            |
| 杨国荣 | 阿根                |                            |
| 王建兵 | 毛弟                |                            |
| 滕翔   | 小五子              |                            |
| 张浩然 | 阿青                |                            |
| 项丽萍 | 小夏                |                            |
| 杨鹤云 | 小方                |                            |
| 徐洁妮 | 春儿                |                            |